# Fundi Tshazibana
Nomfundo Tshazibana, également connue sous le nom de Fundi Tshazibana, est une économiste sud-africaine. Elle est la première femme noire vice-gouverneure de la Banque de réserve sud-africaine depuis le 10 juillet 2019. Le 10 février 2018, elle joue le rôle de conseiller auprès du gouverneur. 
De 2015 à 2018, elle est la directrice exécutive adjointe du Fonds monétaire international, à Washington, DC, pour 23 pays d'Afrique subsaharienne, dont l'Afrique du Sud. 

## Biographie

### Origine et Formation académique
Tshazibana naît en Afrique du Sud vers 1977. Elle grandit dans la ville de Benoni au Transvaal (dans l'actuel Gauteng) en Afrique du Sud à 40 km environ à l'est de Johannesburg.
Elle obtient sa licence en commerce à l'âge de 18 ans et une maîtrise en commerce et économie de l'ancienne université du Natal (aujourd'hui université du Kwazulu-Natal). Elle est également titulaire d'une maîtrise en leadership d'entreprise à l' université d'Afrique du Sud.

### Carrière
Durant deux ans, quand elle est en deuxième cycle universitaire, elle fait son stage en étude de marché chez Kantar TNS, un conglomérat mondial d'études de marché. Après sa démission de Kantar, elle est embauchée par National Energy Regulator of South Africa (NERSA) en tant qu'économiste pendant trois ans et demi.
En 2003, elle est recrutée par le Trésor (en), une composante du ministère sud-africain des Finances. Elle y passe 12 ans, commençant comme directrice de la politique microéconomique. À son départ, en 2015, elle devient directrice générale de l'analyse et des prévisions de politique économique. 
De 2015 à 2018, elle est analyste principale des secteurs extérieurs et financiers de l'Afrique du Sud et de 22 autres pays subsahariens au Fonds monétaire international dans le bureau de circonscription du Groupe africain 1 à Washington, DC, aux États-Unis. 
En 2018, la Banque de réserve d'Afrique du Sud la désigne comme conseillère auprès du gouverneur de la Banque. Elle est aussi choisie pour être membre du Comité de politique monétaire (MPC) de la banque. 
En janvier 2019, la candidature de Fundi Tshazibana est envisagée pour succéder au vice-gouverneur François Groepe, dont la démission prend effet à la fin du mois. 
Le 10 juillet 2019,  elle est nommée parmi les deux vice-gouverneurs de la Banque de réserve sud-africaine devenant la première femme noire à ce poste,,.
Le 1er avril 2022, elle passe de la supervision du pôle Marchés et International à celle de directrice générale de l' Autorité Prudentielle (AP). Elle dirige également le pôle Prudentiel de la Banque de Réserve sud-africaine, contenant le département de Surveillance Financière. Elle conserve  ses fonctions de vice-gouverneure de la SARB et de membre du Comité de Politique Monétaire de la banque. 
Elle est mariée et mère de deux enfants. 

## Note et Références

### Note
- (en) Cet article est partiellement ou en totalité issu de l’article de Wikipédia en anglais intitulé « Fundi Tshazibana » (voir la liste des auteurs).